# Airco DH.10 Amiens
El Airco DH.10 Amiens fue un bombardero pesado bimotor diseñado y producido por el constructor de aviones británico Airco. Realizó el primer servicio de correo aéreo nocturno del mundo entre el 14 y el 15 de mayo de 1919.
El DH.10 fue desarrollado en los últimos años de la Primera Guerra Mundial en respuesta a la necesidad de equipar a la recién formada Real Fuerza Aérea (RAF) con una capacidad de bombardeo ofensivo ampliada. Se basaba en el anterior bombardero Airco DH.3, que no se había desarrollado en gran medida debido al desinterés por los bombarderos pesados en ese momento. El primer prototipo realizó su vuelo inaugural el 4 de marzo de 1918; la insatisfacción con su rendimiento llevó a rediseñar el avión con motores más potentes y con una configuración tractora, que fue recibida más favorablemente. En un momento dado se encargaron más de 1200 DH.10.
Sólo se habían entregado un puñado de DH.10 a la RAF y se había llevado a cabo una única misión ofensiva antes de que entrara en vigor el Armisticio del 11 de noviembre de 1918, que ponía fin al conflicto. La disminución de la necesidad de bombarderos significó que los pedidos de este modelo y la producción se redujeran sustancialmente. Sin embargo, se construyeron más de 250 DH.10 y estuvieron en funcionamiento durante el período de entreguerras, siendo utilizados en la tercera guerra anglo-afgana, así como en servicios de correo aéreo de varias regiones. Este modelo fue reemplazado por bombarderos más capaces a principios de la década de 1920.

## Diseño y desarrollo

### Antecedentes
Los orígenes del DH.10 se remontan en gran medida a abril de 1917 y a la emisión de la Especificación A.2.b por parte de la Junta Aérea, que solicitaba un nuevo bombardero diurno, propulsado por uno o por dos motores. Las estipulaciones del requisito incluían hasta 500 libras de bombas, al menos dos armas con 150 libras de munición y la capacidad de volar al menos a 110 mph a una altitud de 15 000 pies cuando estaba completamente cargado. También se mencionó un buen medio de comunicación entre los tripulantes, así como que el avión fuera capaz de mantenerse a flote al menos tres horas en caso de amerizaje. A finales de 1917, Airco decidió dar respuesta a la A.2.b, con los trabajos dirigidos por el ingeniero aeronáutico Geoffrey de Havilland. La propuesta se derivaba en gran medida del anterior bombardero DH.3A de 240 kW (320 hp) de la compañía, que había volado en 1916, pero que había sido rechazado por el Ministerio de Guerra, en gran parte debido a la falta de potencia de los motores, lo que resultó en un pésimo régimen de ascenso: tardaba 58 minutos en alcanzar los 6500 pies, lo que hacía que el bombardeo estratégico con él fuera poco práctico, mientras que el otro candidato para la misión, el Royal Aircraft Factory F.E.4, había tenido un desempeño aún peor.
En comparación con el DH.3, el avión propuesto, que fue designado DH.10, compartía una configuración bastante similar, pero era ligeramente más grande. Aunque también estaba equipado con dos motores, los Siddeley Puma más potentes, cada uno capaz de generar hasta 170 kW (230 hp), se adoptaron para la aeronave en una disposición propulsora. También fue diseñado como un avión triplaza, una disposición que tuvo aceptación oficial a pesar de que la especificación exigía una tripulación biplaza. Al quedar suficientemente impresionada con la propuesta, la empresa recibió el contrato número AS.31576 para la construcción de un total de cuatro prototipos.

### En vuelo
El primer prototipo, matriculado C8858, realizó su vuelo inaugural el 4 de marzo de 1918. Originalmente, el primer vuelo estaba previsto para enero del mismo año, pero su finalización se retrasó debido a problemas laborales y a la entrega tardía de componentes. Durante su evaluación de servicio en Martlesham Heath un mes después, se determinó que el rendimiento de este prototipo estaba por debajo de las expectativas, alcanzando sólo 140 km/h a 4600 m (15 000 pies) con la carga de bombas requerida, en comparación con los 180 km/h especificados. Debido a este pobre desempeño, el DH.10 fue rediseñado con motores más potentes en una instalación tractora.
El segundo prototipo, C8959, conocido como Amiens Mark.II, estaba propulsado por dos motores Rolls-Royce Eagle VIII de 270 kW (360 hp). Realizó su primer vuelo el 20 de abril de 1918 y fue probado por Airco durante aproximadamente dos meses. Demostró un rendimiento superior, probando ser más rápido que el monomotor Airco DH.9A mientras transportaba el doble de carga de bombas, por lo que la compañía decidió adoptar la configuración tractora para todos los aviones futuros. Aunque la escasez del Eagle significó que el Amiens Mark.II no pudo ser puesto en producción, resultó ser el diseño del avión definitivo. El tercer diseño, el Amiens Mark III, prototipos C8860 y C4283, estaba propulsado por el más disponible Liberty 12 de 298 kW (395 hp) estadounidense, al igual que el DH.9A.
En junio de 1918 comenzaron los vuelos de evaluación del tercer prototipo; sufrió daños en un accidente en Martlesham Heath ese verano, pero fue reparado. El cuarto prototipo era casi idéntico a los aviones de producción posteriores; sus evaluaciones oficiales comenzaron en agosto del mismo año. Según el autor de temas de aviación J.M. Bruce, la confianza en el DH.10 era relativamente alta entre los funcionarios. Tras su exitosa evaluación, se realizaron varios pedidos importantes, llegando en un momento dado a un total de 1291 aviones pedidos.

### Producción
El 22 de marzo de 1918 se habían firmado contratos de producción con cinco constructores diferentes, que cubrían un total de 800 aviones, incluso antes de que se completara la evaluación del primer prototipo. En junio y julio de ese mismo año se firmaron otros contratos por 475 aviones de Airco, Alliance y Mann Egerton. La producción del motor Liberty, que fue menor de lo previsto, sirvió para restringir el ritmo de producción del DH.10, lo que llevó a un resurgimiento del interés en el motor Rolls-Royce Eagle.
A finales de 1918, el fabricante de vehículos Daimler producía 80 DH.10 al mes. Era parte del grupo Birmingham Small Arms (BSA), que compró Airco después del conflicto y lanzó un servicio chárter y programado conocido como Daimler Air Hire y Daimler Airway. Aparte del pedido de 420 aviones de la Aircraft Manufacturing Company, las siguientes empresas tenían subcontratos para construir el DH.10, aunque debido al final de la guerra no se construyeron todos:
- The Birmingham Carriage Company: 100.
- Daimler Limited: 150.
- National Aircraft Factory No.2 (Heaton Chapel): 200.
- Siddeley-Deasy Car Company: 150.
- Alliance Aero Company: 200.
- Mann, Egerton & Company: 75.

En junio de 1920 se anunciaban los excedentes de DH.10 para su venta a partes interesadas, tanto nacionales como internacionales.

## Historia operacional
En una etapa temprana del desarrollo del DH.10 se había previsto que el avión equiparía ocho escuadrones de la Fuerza Aérea Independiente (IAF) en 1919. El 31 de octubre de 1918, a menos de dos semanas del final del conflicto, sólo se habían entregado ocho aviones a la RAF, incluida la IAF.
El Escuadrón N.º 104 (Ala 41, VIII Brigada) voló una única misión de bombardeo el 10 de noviembre de 1918, antes de que entrara en vigor el Armisticio que puso fin a la Primera Guerra Mundial. En septiembre de 1918, la IAF presentó una solicitud de mayor autonomía, lo que llevó a diseñar rápidamente un depósito auxiliar de 40 galones y desplegarlo un mes después. Las primeras operaciones del DH.10 se vieron frecuentemente afectadas por el algo inusual sistema de combustible, al que se le atribuyó estar involucrado en múltiples accidentes durante el despegue; Bruce señala que las faltas de combustible ocurrieron incluso en mayo de 1920.
Después del conflicto, el uso de este modelo se redujo un poco. Varios DH.10 equiparon al Escuadrón N.º 120, que los utilizó para operar un servicio de correo aéreo en apoyo del Ejército Británico de Ocupación en el Rin. Uno de los DH.10 del escuadrón se convirtió en el primer avión del mundo en realizar un servicio aéreo nocturno, volando entre Hawkinge y Colonia entre el 14 y el 15 de junio de 1919.
El DH.10 también fue utilizado por el Escuadrón N.º 97 (más tarde renumerado como Escuadrón N.º 60) durante su despliegue en la India, a partir de 1919. El modelo proporcionó apoyo al Ejército en la Frontera Noroeste y entró en combate con esta capacidad, realizando operaciones de bombardeo en múltiples ocasiones durante la tercera guerra anglo-afgana. En concreto, los DH.10 llevaron a cabo ataques de represalia en Datta Khel y Abdur Rahman Khel, entre otras incursiones realizadas. Debido al clima cálido, su rendimiento se vio disminuido un poco, por lo que generalmente se instalaban radiadores más grandes.
Los DH.10 también fueron operados por el Escuadrón N.º 216 en Egipto, donde proporcionaron un servicio regular de correo aéreo entre El Cairo y Bagdad; comenzó el 23 de junio de 1921, siendo retirado el modelo de la función durante 1923. El último DH.10 en funcionamiento se utilizó con fines experimentales, incluidos una serie de vuelos de pruebas con un solo motor, con el Royal Aircraft Establishment (RAE) en el aeródromo de Farnborough.

## Variantes
Amiens Mk.I
Prototipo propulsado por dos motores Puma propulsores.
Amiens Mk.II
Prototipo propulsado por dos motores Rolls-Royce Eagle tractores.
Amiens Mk.III
Variante de producción principal, propulsada por motores Liberty L-12 montados a medio camino entre las alas, 221 construidos.
Amiens Mk.IIIA (DH.10A)
Mark III modificado con motores unidos directamente a las alas inferiores, ruedas más grandes de 1,2 m de diámetro. 32 construidos.
Amiens Mk.IIIC (DH.10C)
Mark IIIA propulsado por motores Rolls-Royce Eagle. Diseñado en respuesta a la escasez de motores Liberty. Cinco construidos.
Existió una designación DH.10B, pero no se sabe con certeza a qué se refería; Bruce sugiere un Mk III con motores Eagle que reemplazaban a los Liberty montados en el mismo lugar entre las alas superior e inferior. Se modificaron un DH.10 y un DH.10C para montar el cañón Coventry Ordnance Works (COW) de 37 mm; se extendió el fuselaje hacia adelante y se instalaron ruedas de morro. Los aviones fueron enviados para realizar pruebas a la unidad experimental de armamento de Orfordness.

## Operadores

### Militares
Reino Unido
- Real Fuerza Aérea[22]

### Civiles
Estados Unidos
- Al menos un DH.10 se utilizó para realizar los servicios de correo aéreo de la Oficina Postal de Estados Unidos en la ruta Nueva York-Cleveland-Omaha en 1920.[23]

 Reino Unido
- Aircraft Transport and Travel Ltd: operó el único DH.10 incluido en el Registro Civil Británico. Este avión, G-EAJO, se utilizó para realizar vuelos aéreos regulares entre Hendon y Renfrew durante la huelga ferroviaria de octubre de 1919. Resultó destruido en un accidente en abril de 1920.[24]

## Especificaciones (Amiens IIIA)
Referencia datos: The British Bomber since 1914

### Características generales
- Tripulación: Tres
- Longitud: 12,1 m (39,6 ft)
- Envergadura: 20 m (65,5 ft)
- Altura: 4,4 m (14,5 ft)
- Superficie alar: 77,8 m² (837,5 ft²)
- Peso vacío: 2608 kg (5748 lb)
- Peso cargado: 3856 kg (8498,6 lb) [25]
- Peso máximo al despegue: 4110 kg (9058,4 lb)
- Planta motriz: 2× motor en línea V12 refrigerado por agua Liberty 12.
  - Potencia: 300 kW (414 HP; 408 CV) cada uno.
- Hélices: 1× bipala de paso fijo de madera por motor.

### Rendimiento
- Velocidad máxima operativa (Vno): 211 km/h (131 MPH; 114 kt) a nivel del mar, 200 km/h a 3000 m (10 000 pies)
- Alcance: 6 h
- Techo de vuelo: 5800 m (19 029 ft)
- Tiempo a altitud: 11 min para 3000 m (10 000 pies)

### Armamento
- Ametralladoras: 

  - 1x o 2x Lewis de 7,7 mm flexible en anillo Scarff en posiciones artilladas de morro y media
- Bombas: Hasta 420 kg llevadas internamente

## Aeronaves relacionadas

### Desarrollos relacionados
- Airco DH.3
- De Havilland DH.11 Oxford

### Aeronaves similares
- Boulton Paul Bourges
- Vickers Vimy

### Secuencias de designación
- Secuencia DH._ (interna de Airco): ← DH.5 - DH.6 - DH.9/DH.9A/DH.9C - DH.10 - DH.11 - DH.12 - DH.14 →